# Klukauka
Klukauka (biał. Клюкаўка; ros. Клюковка, Klukowka; pol. hist. Klukówka) – wieś na Białorusi, w obwodzie witebskim, w rejonie orszańskim, w sielsowiecie Wysokaje, przy drodze republikańskiej R87.

## Historia
W XIX i w początkach XX w. położona była w Rosji, w guberni mohylewskiej, w powiecie orszańskim, w gminie Wysokie. Następnie w granicach Związku Sowieckiego. Od 1991 w niepodległej Białorusi.
Do 10 października 2013 siedziba sielsowietu Klukauka.